# North Village Community Club
Maillots
Le North Village Community Club est un club bermudien de football basé à Hamilton, la capitale du pays. Il dispute ses rencontres à domicile au Bernard Park. C'est l'un des clubs les plus titrés du football bermudien, avec huit titres de champion et neuf Coupes des Bermudes.

## Histoire
Le club est fondé en 1957. Il remporte son premier titre national en 1974 en devenant champion des Bermudes. North Village compte aujourd'hui huit titres de champion et neuf succès en Coupe des Bermudes. Il a réalisé le doublé Coupe-championnat à quatre reprises (1978, 2002, 2003 et 2006).
En dépit de ses nombreux succès en championnat, le club ne compte que deux apparitions en compétitions continentales, la fédération des Bermudes n'engageant pas régulièrement une formation en Coupe des clubs champions ou en CFU Club Championship. North Village dispute la Coupe des champions de la CONCACAF 1973, s'inclinant d'entrée face à l'autre représentant bermudien, Devonshire Colts. La seconde campagne a lieu trente ans plus tard, lors de la CFU Club Championship 2012. Son bilan est médiocre puisque le club n'a remporté aucune des quatre rencontres disputées. 
Deux grands noms du football bermudien ont porté les couleurs du club. Andrew Bascome, grand espoir du pays, a commencé sa carrière au club avant de devoir se reconvertir en entraîneur à la suite d'une grave blessure. Shaun Goater, le meilleur attaquant de l'histoire de l'équipe nationale, a été formé au club, qu'il a quitté en 1987 pour rejoindre Manchester United, et il y est revenu en 2008 pour y achever sa carrière.

## Entraîneurs
- 2008-2013 :  Shaun Goater
- 2013-2015 :  Ralph Bean
- depuis 2015 :  Richard Todd

## Palmarès
- Championnat des Bermudes (9)
  - Vainqueur : 1974, 1976, 1978, 1979, 2002, 2003, 2006, 2011, 2020.

- Coupe des Bermudes (9)
  - Vainqueur : 1978, 1983, 1986, 1989, 2000, 2002, 2003, 2005, 2006.
  - Finaliste : 1966, 2001, 2012, 2014, 2017.